# روث ريفيس
روث ريفيس (بالإنجليزية: Ruth Reeves)‏ هي رسامة أمريكية، ولدت في 1892 في ريدلاندس في الولايات المتحدة، وتوفيت في 23 ديسمبر 1966 في نيودلهي في الهند.